# سيرجيو بيليسييه
سيرجيو بيليسييه (بالإيطالية: Sergio Pellissier)‏ (مواليد 12 أبريل 1979 في أوستا - إيطاليا) لاعب كرة قدم إيطالي يلعب.
```
حاليا لصالح نادي 
الدرجة الأولى
 
كييفو فيرونا
 الإيطالي منذ 
2000
 في مركز 
المهاجم
 .
```

## روابط خارجية
- سيرجيو بيليسييه على موقع قاعدة بيانات كرة القدم.إي يو (الإنجليزية)
- سيرجيو بيليسييه على موقع ناشيونال فوتبول تيمز (الإنجليزية)
- سيرجيو بيليسييه على موقع Soccerbase.com (لاعب) (الإنجليزية)
- سيرجيو بيليسييه على موقع Soccerway.com (الإنجليزية)
- سيرجيو بيليسييه على موقع عالم كرة القدم.نت (الإنجليزية)
- سيرجيو بيليسييه على موقع كووورة
- سيرجيو بيليسييه على موقع AS.com (الإسبانية)